# تد شاون

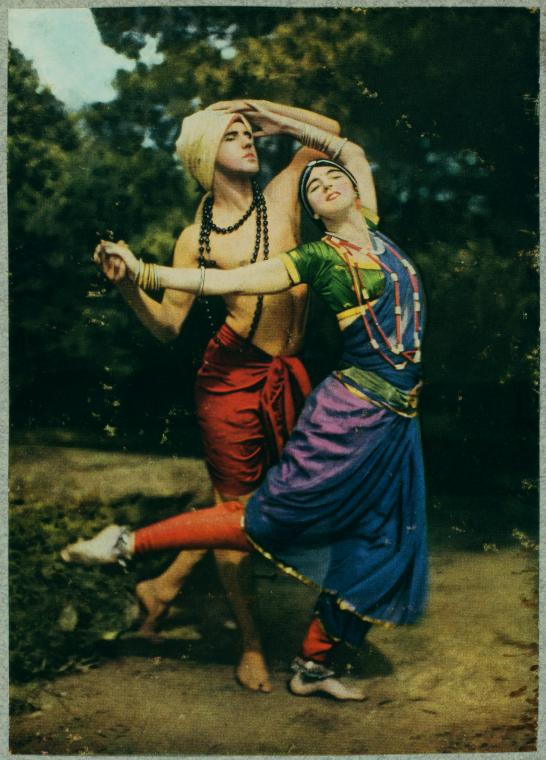
تد شاون و همسر رقصنده‌اش، راس سنت دنیس در ۱۹۱۶.

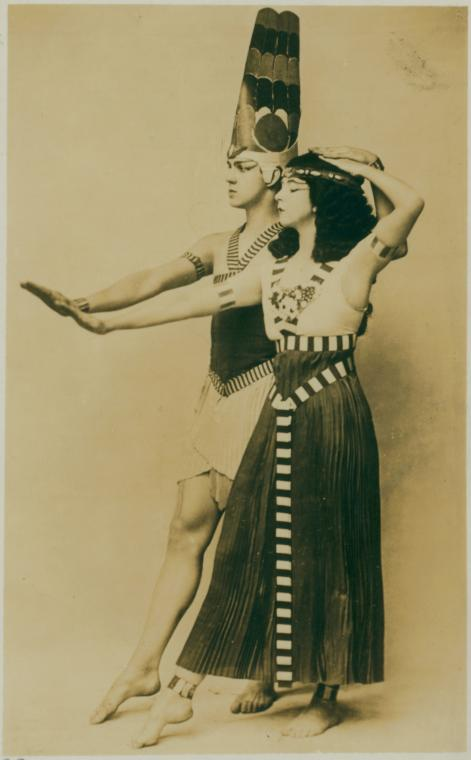
تد شاون و راس سنت دنیس در باله مصری به سال ۱۹۱۰.

تد شاون (۲۱ اکتبر ۱۸۹۱ – ۹ ژانویه ۱۹۷۲) با نام اصلی ادوین میرز شاون، یکی از اولین پیشگامان برجسته رقص مدرن آمریکایی بود. او علاوه بر ایجاد دنیشاون با همسر سابقش راس سنت دنیس، همواره به خاطر ساختن کمپانی مشهور رقصندگان مرد تد شاون، دارای جایگاه معتبری است. او به خاطر ایده‌های ابتکاری‌اش در مورد حرکات مردانه، یکی از تأثیرگذارترین طراحان رقص و رقصندگان روزگار خودش به حساب می‌آید. او همچنین بنیان‌گذار و خالق جشنواره رقص جیکوبز پیلو در ماساچوست (تئاتر تد شاون) است و به خاطر تلاش‌هایش برای باله سلطنتی دانمارک، از سوی شاه این کشور لقب شوالیه دریافت کرد.